# 宛如幻星
《宛如幻星》（羅馬化：Dut Le Dao Luang），改编自哈薩維的同名小說，由通實·索達科特執導，塔克斐·萊卡威吉與瑟塔萳·通頌本領銜主演的都市愛情劇。2024年9月2日起每週一至週五晚間七時在泰國第7電視台首播。

## 劇情簡介
Daonuea（瑟塔萳·通頌本 飾）被生母遺棄，在母親宿敵Tawan的呵護下平安長大。但某天，命運對她開了個玩笑，從未關心過她的生母Saengla為了奪取新丈夫的資產，而再度出現在Daonuea的生活，也使無辜的她被捲入上一代的恩怨風暴。

## 演員陣容
註：括號內的演員姓名為小名。

### 主演
- 塔克斐·萊卡威吉（Tyfoon） 飾演 Ruek
- 瑟塔萳·通頌本（Mintshi） 飾演 Daonuea

### 配角
- 坎娜芃·彭彤（Namwaan） 飾演 Tawan
- 查洽達芃·他南塔（Tai） 飾演 Saengla
- 納塔南·昆瓦（Earth） 飾演 Suriyon
- 堤蒂南·蘇萬納薩克（X） 飾演 Phithak
- 普里亞·維蒙諾（Ter） 飾演 Phakphum
- 普洛伊帕帕·伊薩拉本朋（Creamy） 飾演 Ketkaew
- 沃拉朋·查顏（Nueng） 飾演 Suchat

## 外部連結
- MyDramaList上的劇情簡介（英文）
- 豆瓣电影上《宛如幻星》的資料 （简体中文）